# Vùng các dân tộc Tây Nam Ethiopia
Vùng các dân tộc tây nam Ethiopia là một vùng hành chính của Ethiopia, và được tách ra từ Vùng Các dân tộc Phương Nam vào ngày 23 tháng 11 năm 2021. Vùng có diện tích 39,400km2 và dân số 2,300,000. Thủ phủ của vùng là Bonga